# 小野孝

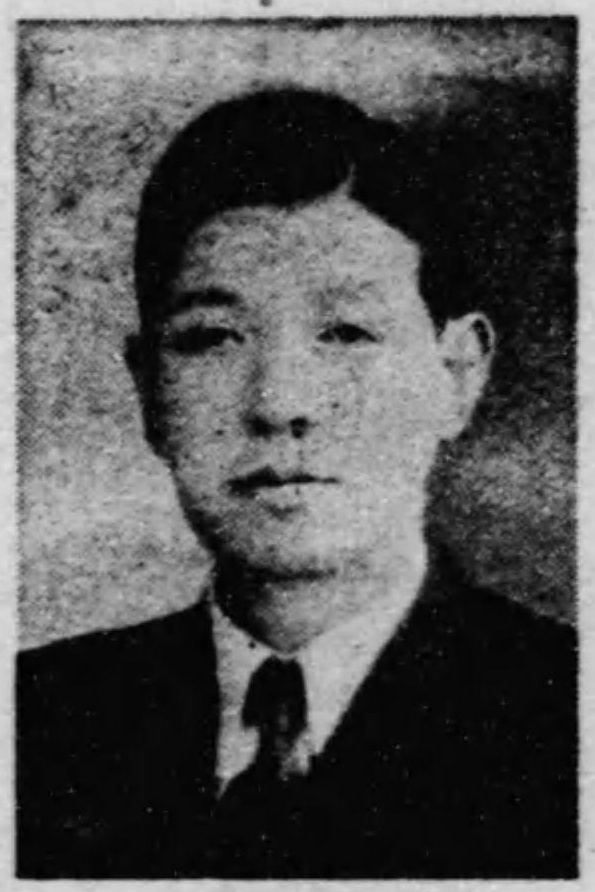
小野孝

小野 孝（おの たかし、1903年（明治36年）7月29日 - 1988年（昭和63年）9月14日）は、昭和期の政治家。衆議院議員（3期）。

## 経歴
山形県南村山郡上山町（現上山市）で、小野英三の長男として生まれる。1926年（大正15年）東京帝国大学法学部政治学科を卒業した。
青森県師範学校講師嘱託、報知新聞社員、日本故銅統制社員、金属回収統制社員、粉砕鉄球統制専務理事などを歴任した。
1946年（昭和21年）4月、第22回衆議院議員総選挙で山形県選挙区から出馬して初当選。以後、第24回総選挙まで山形県第1区から出馬し連続して再選され、衆議院議員に連続3期在任した。この間、衆議院厚生委員長、民主党代議士会長、同総務委員などを務め、改進党に所属した。その後、第25回、第26回総選挙に立候補したが、いずれも落選した。
1973年（昭和48年）秋の叙勲で勲三等旭日中綬章受章。
1988年（昭和63年）9月14日死去、85歳。死没日をもって正五位に叙される。